# Résolution 652 du Conseil de sécurité des Nations unies
Membres permanents
- Chine
- États-Unis
- France
- Royaume-Uni
- URSS

Membres non permanents
- Canada
- Côte d'Ivoire
- Colombie
- Cuba
- Éthiopie
- Finlande
- Malaisie
- Roumanie
- Yémen
- Zaïre

Résolution no 651 Résolution no 653
La Résolution 652 est une résolution du Conseil de sécurité de l'ONU qui a été votée le 17 avril 1990 et qui recommande à l'Assemblée générale d'admettre comme nouveau membre des Nations unies le pays suivant : la Namibie.

## Contexte historique
Après avoir été une colonie allemande et avoir été gouvernée sous mandat par l'Afrique du Sud pendant 75 ans. 
Le pays est admis à l'ONU le 23 avril 1990,.

## Texte
- Résolution 492 Sur fr.wikisource.org
- Résolution 4928 Sur en.wikisource.org